# Antarcturus breidensis
Antarcturus breidensis is een pissebed uit de familie Antarcturidae. De wetenschappelijke naam van de soort is voor het eerst geldig gepubliceerd in 2005 door Nunomura.